# حمض الموراميك
حِمض المُوراميك هوَ حِمض أميني سُكري، يَتكون من إيثر حمض اللبنيك وَجلوكوزامين، ويتكون بشكل طَبيعي مِثل حمض أستيل الميوراميك في الببتيدوجليكان، والذي يَعمل كَعنصر يَدخل في تَركيب هَيكل خلايا الجِدران البَكتيرية، وَتختلف بَكتيريا المُتدثرات بعدم احتوائِها على حِمض الموراميك في جُدرانها.

## المَراجع
1. ↑  المُعجم الطَبي، الإصدار الثاني، تَرجمة Muramic acid
2. ↑  Muramic acid - Compound Summary, بوب كيم. "نسخة مؤرشفة". مؤرشف من الأصل في 2013-10-30. اطلع عليه بتاريخ 2016-04-19.{{استشهاد ويب}}:  صيانة الاستشهاد: BOT: original URL status unknown (link)
3. ↑  Barbour، A G؛ Amano، K؛ Hackstadt، T؛ Perry، L؛ Caldwell، H D (يوليو 1982). "Chlamydia trachomatis has penicillin-binding proteins but not detectable muramic acid". Journal of Bacteriology. ج. 151 ع. 1: 420–8. PMID:7085567. مؤرشف من الأصل في 2019-12-18. اطلع عليه بتاريخ 2014-12-13.